# Вакссепддими
Вакссепддими — правитель ликийского города Тлоса в V веке до н. э.

## Биография
О событиях с участием Вакссепддими рассказывается на Ксанфском обелиске. Также до нашего времени дошли ликийские монеты с таким именем.
Согласно Фукидиду, в начале Пелопоннесской войны зимой 430—429 годов до н. э. Афины отправили эскадру из шести кораблей под предводительством стратега Мелесандра в Ликию в целях пополнения казны, а также для борьбы с блокировавшими морские пути лакедемонскими пиратами. По мнению Баранова Д. А., Мелесандр стремился, в первую очередь, установить контроль над городом Ксанфом, подчинённым Кериге. В связи с недостаточностью собственных сил афинский командующий прибег к поддержке части местного населения. В качестве его союзника и мог выступить Ваксcепддими — как правитель города, являвшегося давним конкурентом Ксанфа.
В свою очередь, на помощь ксанфийцам выступил правитель Лимиры Трббеними. Около местечка Кианеи произошло сражение, в ходе которого союзная афино-тлосская армия потерпела поражение от Трббеними, а Мелесандр был убит. Возможно, что часть уцелевших тлоссцев была вынуждена присоединиться к Кериге. Новое поражение Вакссепддими понёс уже от самого Кериги в окрестности Тлоса, известного из эпиграфического источника как Медбияхэ. После этого столица Вакссепддими была покорена ксанфийцами.